# Paramé
Paramé è una località balneare della Côte d'Émeraude, nel dipartimento dell'Ille-et-Vilaine, in Bretagna (Francia nord-occidentale): fu comune autonomo fino al 1967, quando il suo territorio fu accorpato a quello di Saint-Malo.

## Galleria d'immagini

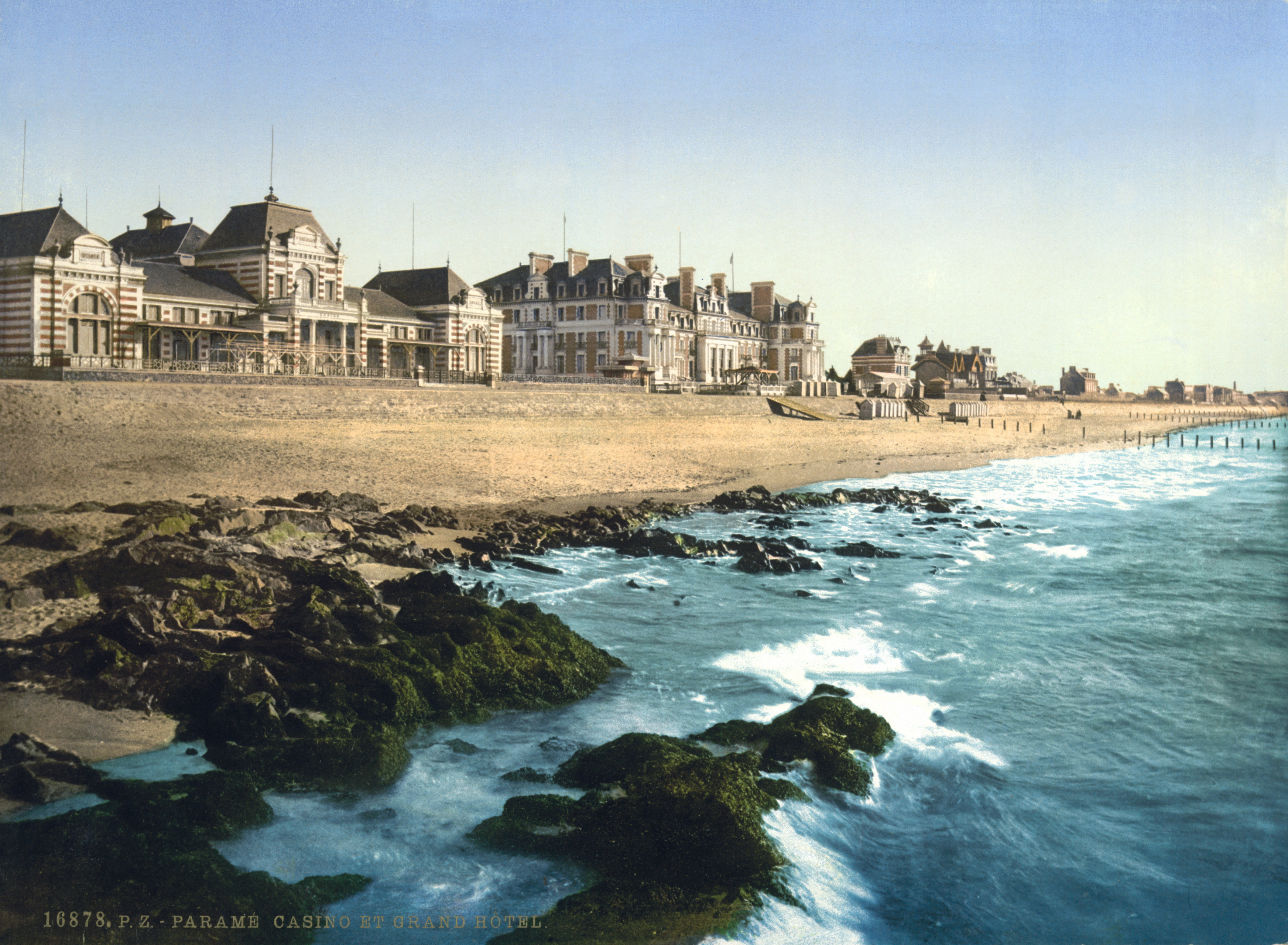
Paramé nel 1900
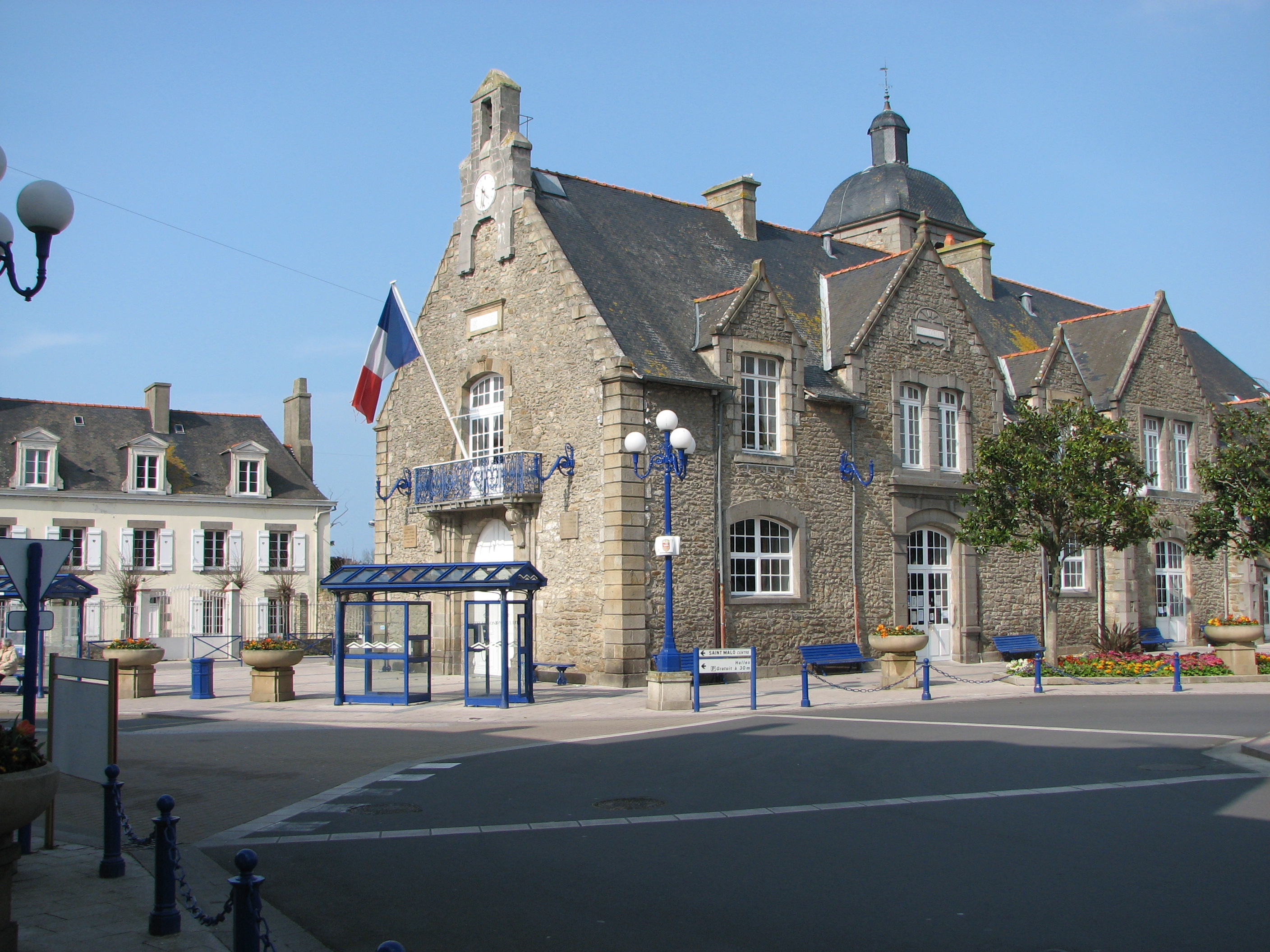
Il Municipio di Paramé